# A Walk to Remember (EP)
Cet article concerne le premier album de Yoona. Pour le film, voir A Walk to Remember.
A Walk to Remember est le premier album de Yoona membre du groupe Girls' Generation. 
L'album a été publié en ligne et physiquement le 30 mai 2019 par la SM Entertainment, pour célébrer les 29 ans de la chanteuse. Summer Night, avec en featuring le chanteur 20 Years of Age, a été publié en tant que single et possède un clip.

## Contexte et sortie
Le 24 mai il a été annoncé que Yoona allait sortir son premier album coréen intitulé A Walk To Remember avec comme titre phare Summer Night.
Les images présentant le concept de cet album ont été publiées du 22 mai au 27 mai et le teaser du clip de Summer Night est sorti ce dernier jour.
Le clip ainsi que l'album ont été publiés le 30 mai.

## Singles
Cet album contient trois singles déjà publiés depuis 2016, à savoir : 
- Deoksugung Stonewall Walkway avec 10cm est sorti le 11 mars 2016 à l'occasion de la SM Station Season 1[4].
- When The Wind Blows, sorti le 8 septembre 2017 en tant que piste pour la saison 2 de SM Station[5].
- To You, publié le 13 mai 2018, cette chanson a été écrite par Yoona et composé par Lee Sang-soon pendant l'émission Hyori's Homestay 2[6].

## Listes des pistes
| No | Titre                                                              | Auteur                   | Producteur(s)                | Durée |
| -- | ------------------------------------------------------------------ | ------------------------ | ---------------------------- | ----- |
| 1. | Deoksugung Stonewall Walkway (덕수궁 돌담길의 봄 (featuring 10cm)) | Marco, Kwon Jung-yeol    | Marco                        | 3:16  |
| 2. | Summer Night (여름밤 (featuring 20 Years of Age))                  | Foresko, Heo Sang-eun    | Foresko, Heo Sang-eun        | 4:01  |
| 3. | When The Wind Blows (바람이 불면)                                  | Yoona, Conan (Rocoberry) | Conan (Rocoberry)            | 3:46  |
| 4. | To You (너에게)                                                    | Yoona                    | Lee Sang-soon, Cho Yoon-sung | 4:35  |
| 5. | Promise                                                            | Godak                    | Godak, Park Tae-jin          | 3:32  |

## Réception
L'album de Yoona a réussi à se classer en haut de plusieurs classements comme Hanteo Chart, Synnara Record ou même dans dix pays pour iTunes. 